# النا دل دون
النا دل دون (انگلیسی: Elena Delle Donne؛ زادهٔ ۵ سپتامبر ۱۹۸۹) بازیکن بسکتبال تیم واشینگتن میستیکز (در اتحادیه ملی بسکتبال زنان) اهل ایالات متحده آمریکا است که در سال ۲۰۱۵ برنده جایزه ارزشمندترین بازیکن اتحادیه ملی بسکتبال زنان آمریکا شد.
وی در مسابقات کشوری و بین‌المللی در مجموع برندهٔ ۲ مدال طلا شده‌است.